# Polygala rosei
Polygala rosei là một loài thực vật có hoa trong họ Polygalaceae. Loài này được Hicken miêu tả khoa học đầu tiên.